# Грибова (село)
Грибова (укр. Грибова) — село в Лановецкой городской общине Кременецкого района Тернопольской области Украины.
До 2020 года входило в Лановецкий район.
Код КОАТУУ — 6123883302. Население по переписи 2001 года составляло 845 человек.

## Географическое положение
Село Грибова находится на правом берегу реки Горынь в месте впадения в неё реки Жирак,
выше по течению на противоположном берегу реки Жирак расположен город Лановцы,
ниже по течению на расстоянии в 4,5 км расположено село Вязовец (Белогорский район),
на противоположном берегу — село Юськовцы.
Рядом проходит железная дорога, станция Лановцы в 2,5 км.

## История
- 1713 год — дата основания.

## Объекты социальной сферы
- Школа I ст.

## Достопримечательности
- Братская могила советских воинов.

## Известные уроженцы
- Гринько, Александр Бонифатьевич (1919—2013) — украинский и советский актёр театра и кино, народный артист Украины.
- Ящук, Олег Ростиславович (р. 1977) — украинский футболист, нападающий.